# Arie de Winter
Arie de Winter (ur. 28 sierpnia 1915, zm. 1 stycznia 1983) – holenderski piłkarz występujący na pozycji napastnika. Grał w drużynie HFC Haarlem. Był powołany do kadry reprezentacji Holandii na mistrzostwa świata w 1938.